# Diplogeomyza victoriae
Diplogeomyza victoriae är en tvåvingeart som beskrevs av Mcalpine 1967. Diplogeomyza victoriae ingår i släktet Diplogeomyza och familjen myllflugor.
Artens utbredningsområde är Tasmanien. Inga underarter finns listade i Catalogue of Life.